# 2008 au théâtre
| Années du théâtre : 2005 - 2006 - 2007 - 2008 - 2009 - 2010 - 2011    |
| Décennies du théâtre : 1970 - 1980 - 1990 - 2000 - 2010 - 2020 - 2030 |

Cet article présente les faits marquants de l'année 2008 au théâtre.

## Pièces de théâtre représentées
- 17 janvier : Les Courtes lignes de Monsieur Courteline de Courteline, par la troupe acte6, mise en scène Sébastien Rajon, Théâtre de l'Athénée
- 18 janvier : L'Homme qui a vu le Diable de Gaston Leroux, par la troupe acte6, mise en scène Frédéric Ozier, Théâtre de l'Athénée
- 25 janvier : Le Dieu du carnage de Yasmina Reza, Théâtre Antoine
- 29 janvier : Le Temps des cerises de Niels Arestrup, mise en scène Stéphane Hillel, Théâtre de la Madeleine
- 15 mars : La Estupidez (La Connerie) de Rafael Spregelburd, mise en scène Marcial Di Fonzo Bo et Élise Vigier, Théâtre national de Chaillot
- 22 mai : Quartett d'Heiner Müller, lecture par Jeanne Moreau et Sami Frey, Théâtre de la Madeleine
- 27 mai : Jules César de William Shakespeare, mise en scène Frédéric Jessua, Théâtre 14
- 19 juin : « Il était une fois mais pas deux » d'après les œuvres de Brigitte Fontaine, mis-en-scène par Michel Cochet, Théâtre de la Tempête
- 7 juillet : La Nuit des Camisards, de Lionnel Astier, dans le bois du domaine de Cabrières à Saint-Jean-du-Gard, dans une mise en scène de Gilbert Rouvière.
- 5 août : Iesu! de Aled Jones Williams (cy)
- 9 septembre : Elle t'attend de Florian Zeller, mise en scène de l'auteur, Théâtre de la Madeleine
- 9 octobre : Le Comique de et avec Pierre Palmade et sa troupe de jeunes comédiens, mise en scène Alex Lutz, Théâtre Fontaine
- 4 novembre : Bastringue d'Alexis Ragougneau, mise en scène Frédéric Ozier, Théâtre de l'Etoile du Nord
- 18 novembre : Krankenstein d'Alexis Ragougneau, mise en scène Frédéric Ozier, Théâtre de l'Etoile du Nord
- 19 décembre : L'Affaire de la rue de Lourcine d'Eugène Labiche, mise en scène Jérémie Lippmann, Pépinière Théâtre

## Festival d'Avignon

### Cour d'honneur duPalais des Papes
- x

## Récompenses
- 22e Nuit des Molières (Molières 2008)

## Décès
- 1er janvier : Irena Górska-Damięcka (°1910)
- 3 janvier : Alexandre Abdoulov (°1953)
- 14 janvier : Alain Feydeau (°1934)
- 29 janvier : Philippe Khorsand (°1948)
- 26 février : Hubert Gignoux (°1915)
- 11 mars : Colette Bergé (°1941)
- 19 mars : Hugo Claus (°1929)
- 30 mars : Marie-Françoise Audollent (°1943)
- 2 avril : Jacques Berthier (°1916)
- 9 avril : Jacques Morel (°1922)
- 20 avril : Farid Chopel (°1952)
- 16 mai : Clément Harari (°1919)
- 26 mai : Christine Fersen (°1944)
- 31 mai : Bruno Balp (°1926)
- 11 juin : Jean Desailly (°1920)
- 16 juin : Henri Labussière (°1921)
- 20 juin : Jean-Claude Bouillaud (°1927)
- 22 juin : Klaus Michael Grüber (°1941)
- 24 juin : Jòsef Szajna (°1922)
- 15 août : Héléna Bossis (°1919)
- 18 août : Henry Djanik (°1926)
- 25 septembre : Michel Modo (°1937)
- 13 octobre : Françoise Seigner (°1928)
- 28 octobre : Nicolas Bataille (°1926)
- 24 décembre : Harold Pinter (°1930)